# Deschan-Palais

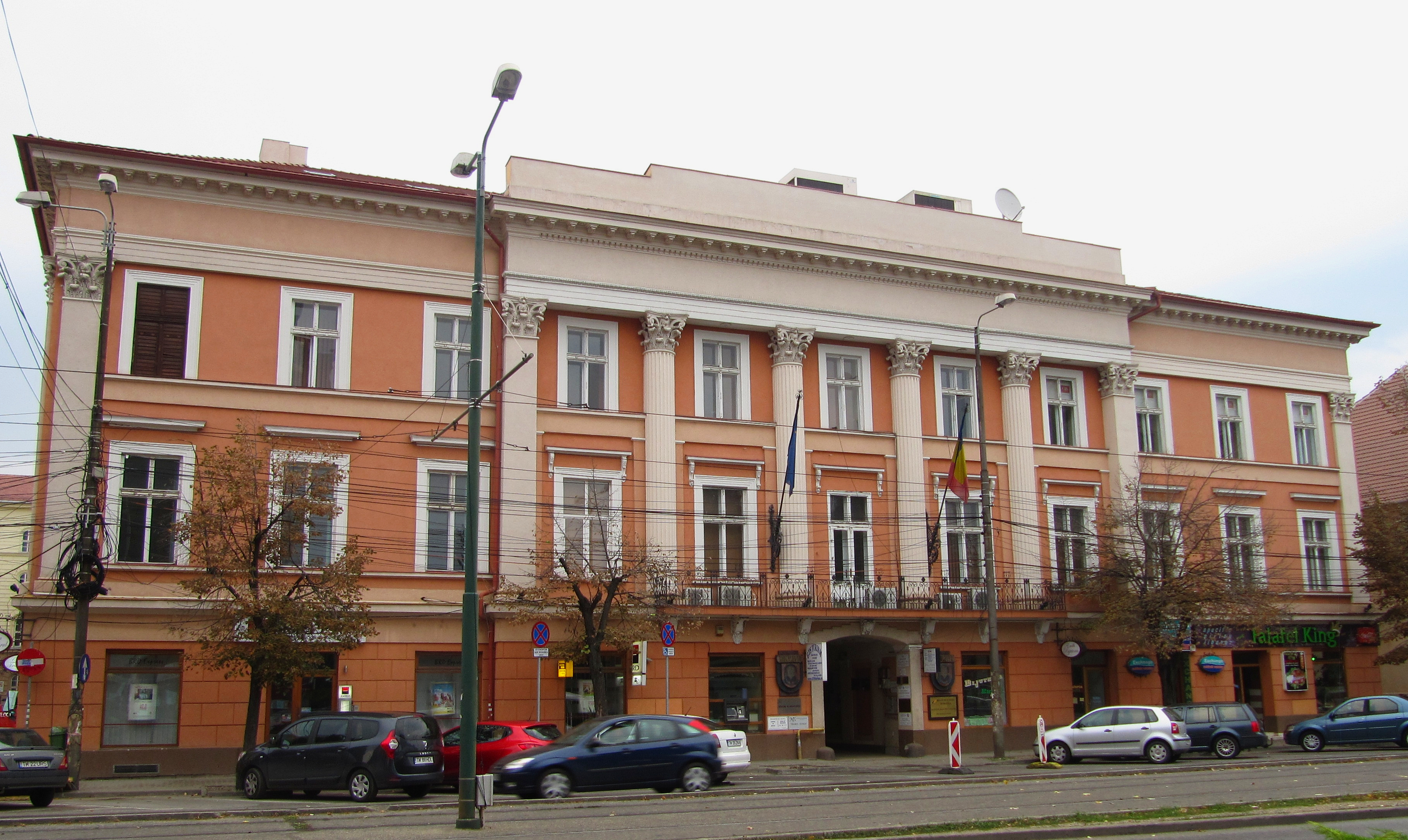
Südfassade des Deschan-Palais

Das Deschan-Palais (rumänisch Palatul Dejan oder Palatul Deschan), auch Haus Scherter, ist ein denkmalgeschütztes Gebäude in der westrumänischen Stadt Timișoara.

## Beschreibung
Das Gebäude liegt am Bulevardul Revoluției din 1989, gegenüber dem Shopping Center Magazinul Bega, und ist im klassizistischen Stil gehalten. Die Säulen an der Außenfassade des zweistöckigen südlichen Flügels entsprechen der  Korinthischen Ordnung. Der einstöckige nördliche Flügel umrahmt einen rechteckigen Innenhof mit Bogengängen im Parterre und im ersten Stock. Der Innenhof ist heute mit Büschen und Sträuchern bepflanzt.

## Geschichte
Der Patrizierpalast wurde im Jahre 1735 in von der ursprünglich aus Frankreich stammenden Familie de Jean gebaut, welche 1744 einen Adelstitel erhielt und bei dieser Gelegenheit ihren Namen in Deschan de Hansen änderte. Johann Anton Deschan von Hansen war zu dieser Zeit ein Berater der örtlichen Verwaltung.
Zwischen 1802 und 1841 wurde der südliche Flügel renoviert und in Teilen neu gebaut, der nördliche Flügel blieb in seiner Originalform erhalten. Zwischen 1830 und 1848 wurde hier ein Casino betrieben.  Zeitweilig diente der Innenhof auch als  Markt- und Handelsplatz.
Im Jahre 2005 wurde das Gebäude unter Erhaltung der alten Bausubstanz komplett renoviert, dabei wurde sein Inneres zu einem modernen Bürohaus umgestaltet.